# Emmy Internacional 2015
A 43.ª cerimônia de entrega dos International Emmys (ou Emmy Internacional 2015) aconteceu em 23 de novembro de 2015 no hotel New York Hilton Midtown em Nova York, Estados Unidos, e teve como mestre de cerimônia o humorista e apresentador de televisão egípcio Bassem Youssef, fato que o tornou-o primeiro árabe a apresentar uma cerimônia do Emmy Awards.

## Cerimônia
Os nomeados ao Emmy Internacional 2015 foram anunciados pela Academia Internacional das Artes e Ciências Televisivas em 5 de outubro de 2015 numa conferência de imprensa na MIPCOM. 40 programas de 19 países estavam competindo em 10 categorias.
Os vencedores foram conhecidos em uma cerimônia realizada na noite de 23 de novembro de 2015, no New York Hilton Hotel, que contou com a presença de mais de 1000 profissionais da televisão internacional, tendo Bassem Youssef como mestre de cerimônia. Dois prêmios especiais e 10 estatuetas do Emmy foram apresentadas pela Academia Internacional durante o evento.
A França foi a grande vencedora da noite, com 3 prêmios Emmy, incluindo melhor série dramática por Spiral, e melhor telefilme/minissérie com Soldat blanc, seguido pelo Brasil com os prêmios de melhor comédia para Doce de Mãe, e telenovela com Império, ambas produções da Rede Globo.
O Emmy de melhor performance por uma atriz foi para a norueguesa Anneke von der Lippe, e o prêmio de melhor performance por um ator para o holandês Maarten Heijmans
Além da apresentação das categorias de programação e performances, a Academia homenageou com dois prêmios especiais, o criador de Downton Abbey Julian Fellowes com o International Emmy Founders e Richard Plepler, chefe-executivo da HBO com o Internacional Emmy de Direção.

### Apresentadores
O seguinte indivíduo foi escolhido para ser anfitrião da cerimônia:
- Bassem Youssef

Os seguintes indivíduos foram escolhidos para entregar os prêmios:
| Apresentadores                   | Categoria                                              |
| -------------------------------- | ------------------------------------------------------ |
| Patina Miller                    | Melhor Programa Artístico                              |
| Mozhan Marno e Michael Urie      | Melhor Ator                                            |
| Robin Lord Taylor                | Melhor Atriz                                           |
| Anke Engelke                     | Melhor Comédia                                         |
| Lea DeLaria                      | Melhor Documentário                                    |
| Tovah Feldshuh e Michael Cudlitz | Melhor Série Dramática                                 |
| Holly Taylor e Joel Benoliel     | Melhor Programa de Entretenimento sem Roteiro          |
| Karla Mosley e Piolo Pascual     | Melhor Telenovela                                      |
| George Takei                     | Melhor Telefilme/Minissérie                            |
| Leandra Leal e Lourenço Ortigão  | Melhor Programa no Horário Nobre em língua não-inglesa |
| Elizabeth McGovern               | Emmy Founders Award                                    |
| Michael Douglas                  | Emmy Directorate Award                                 |

## Vencedores e nomeados
| Melhor Ator | Melhor Atriz |
| --- | --- |
| - Maarten Heijmans em Ramses - () (De Familie Film & TV) - Engin Akyurek em Kara Para Aşk - () (Ay Yapim) - Emílio de Mello em Psi - () (HBO Brasil) - Rafe Spall em Black Mirror - () (Channel 4)                         | - Anneke von der Lippe em Øyevitne - () (NRK/SVT/DR/Yle/Nordvision) - Fernanda Montenegro em Doce de Mãe - () (Rede Globo/Casa de Cinema) - Sheridan Smith em Cilla - () (ITV)                                                                         |
| Melhor Telenovela | Melhor Série Dramática |
| - Império - () (Rede Globo) - Ciega a citas - () (Cuatro) - Jikulumessu - () (Semba Comunicação) - Mulheres - () (TVI) | - Spiral - () (Canal+) - Mozu - () (TBS/WOWOW/ROBOT) - My Mad Fat Diary - () (E4) - Psi - () (HBO Brasil) |
| Melhor Filme para TV ou Minissérie | Melhor Programa Artístico |
| - Soldat blanc - () (Kudos) - Common - () (LA Productions/BBC One) - La celebración - () (Underground Producciones) - Hitojichi no Roudokukai - () (WOWOW/Twins Japan)                                                     | - Illustre et inconnu - () (Ladybird Films) - Buenaventura, no me dejes más - () (Caracol TV/Laberinto Cine y Televisión) - Messiah at the Foundling Hospital - () (Reef Television) - Trial of Chunhyyang - A Girl Prosecuted by Feudalism - () (KBS) |
| Melhor Série de Comédia | Melhor Documentário |
| - Doce de Mãe - () (Rede Globo/Casa de Cinema) - Fais pas ci, fais pas ça - () (France 2) - Familia en venta - () (Fox Channels/Fox Telecolombia) - Puppet Nation ZA - () (Both Worlds) - Sensitive Skin - () (HBO Canada) | - Miners Shot Down - () (Uhuru Productions) - Afrikas Wilder Westen - Die Pferde der Namib - () (Interspot Film/ORF/ARTE/NDR) - Antes de que nos Olviden - () (HBO Latin America) - Growing Up Down's - () (Maverick Television/Dartmouth Films)       |
| Melhor Programa de Entretenimento sem Roteiro | Melhor Programa Não Anglófono do Horário Nobre |
| - 50 Ways to Kill your Mammy - () (Sky1) - Barones de la Cerveza - () (National Geographic) - Flying Doctors - () (Geronimo) - MasterChef África do Sul - () (Quizzical Pictures/Lucky Bean Media)                         | - El Infierno de Montoya - () (National Geographic/Fox Telecolombia) - El Mejor de los Peores - () (Fox Channel/Fox Toma 1) - La Voz Kids - () (Talpa Media USA/WHTV) - Narco-Tec - () (Mazdoc/Zodiak Latino/Univision)                                |

## Maior número de nomeações
Por País
- Reino Unido (7 nomeações)
- Brasil (5 nomeações)
- Estados Unidos (4 nomeações)
- França (4 nomeações)
- África do Sul (3 nomeações)
- Argentina (2 nomeações)
- Colômbia (2 nomeações)
- Japão (2 nomeações)

Por Rede
- Fox International Channels Latin America (4 nomeações)[4]
- BBC (3 nomeações)[5]
- TV Globo (3 nomeações)[6]
- HBO Latin America (3 nomeações)[7]
- Canal+ (2 nomeações)
- Channel 4 (2 nomeações)
- WOWOW (2 nomeações)

## Maior número de prêmios
Por país
- França — 3 prêmios
- Brasil — 2 prêmios

Por rede
- Rede Globo — 2 prêmios
- Canal+ — 2 prêmios